# 施特雷姆
施特雷姆是奥地利布尔根兰州居辛县的一个市镇。总面积23.77平方公里，总人口950人，人口密度40.0人/平方公里（2001年）。